# Pyxicephalidae
Pyxicephalidae – rodzina płazów z rzędu płazów bezogonowych (Anura), wyodrębniona z żabowatych.

## Zasięg występowania
Rodzina obejmuje gatunki występujące w Czarnej Afryce.

## Podział systematyczny
Do rodziny należą następujące podrodziny:
- Cacosterninae Noble, 1931
- Pyxicephalinae Bonaparte, 1850